# Мария Карагьозова
Мария Илиева Карагьозова, по баща Димитрова, е български учен, ботаник. Преподавател. Научните ѝ изследвания са в областта на ембриологията и анатомия на растенията.

## Биография
Родена е на 2 октомври 1917 г. във Варна в семейството на Илия Димитров, фелдшер из варненските села и Гинка Трайкова, които имат още две деца – Русанка и Димитър. През 1936 завършва Варненската девическа гимназия. Омъжва се и семейството се премества през 1941 г. да живее в София.
През 1948 г. завършва специалността „Естествена история“ в Природо-математическия факултет на Софийски университет „Климент Охридски“. През 1950 г. започва работа като редовен асистент в катедрата по Ботаника в Агрономическия факултет на Селскостопанска академия, ръководител проф. Михаил Христов. През 1965 г. започва работа в катедрата по Анатомия, физиология и биохимия на растенията в Биологическия факултет на Софийския Университет. През 1971 г. става доцент, а от 1973 г. е ръководител на катедрата по Ботаника (Фитология) в Биологическия факултет .

## Научна и педагогическа дейност
Автор е на повече от тридесет научни труда .
Автор е на учебник и ръководство по анатомия на растенията, които дълги години се ползват от студентите по биология:
- М. Карагьозова. Анатомия на растенията. София, Наука и изкуство, 1970, 364 с.
- М. Карагьозова, Е. Чакалова. Практическо ръководство по анатомия на растенията. София, Наука и изкуство, 1974, 314 с.

## Семейство
Омъжена е за Коста Карагьозов (1916 – 1959), химик . Имат син (1943) и дъщеря (1948 – 2016).

## Външни източници
Стефан Драганов. Доцент Мария Илиева Димитрова-Карагьозова. Фитология (1977) Кн. 6, 78 – 80.